# 安渡移矢岬
安渡移矢岬（日语：／）或洛夫佐夫角（俄語：Мыс Ловцова）是位于国后岛最东端的海角。从该角上隔海峡可遥望ベルタルベ山。日语名来源于阿伊努语对该角的称呼，意为“海岸”；俄语名则以叶卡捷琳娜号的舰长瓦西里·米哈伊洛维奇·洛夫佐夫命名。